# Переступень червоноягідний
{{#ifeq:0|0|{{#if:Bryonia cretica|{{#if:|[[]}}|[[]]}}}}
Переступень червоноягідний (Bryonia cretica, у тому числі Bryonia dioica) — вид квіткових рослин з родини гарбузових (Cucurbitaceae).

## Біоморфологічна характеристика
Це багаторічні трав'яні рослини 100—600 см завдовжки. Рослина дводомна. Стебла голі або грубошипові, розгалужені, поздовжньо-жолобчасті, мають вусики для карабкання. Листки дуже мінливі, яйцеподібно- або широко-серцеподібні, 2.5–10 × 2.5–16 см, від мілко до глибоко 5–7-лопатеві, частки ланцетні або яйцюваті, досить тупо або іноді гостро виїмчасто-зубчасті чи лопатеві; листкова ніжка 0.5–5 см, гола чи розріджено шипчаста. Квітки жовто-зелені. Чоловічі китиці 7–14-квіткові, 4.5–13.5 см; чашолистки трикутно-зубчасті, 1–6 мм, пелюстки 3–10 мм. Жіночі суцвіття (2)3–7-квіткові, нещільні чи скупчені; чашолистки 1.8–3.5 мм; пелюстки 2.5–5.5 мм. Чашолистки маточкових квіток удвічі довші за віночок. Плоди червоні або жовті, гладкі, 6–10 мм. 2n = 20, 40.

## Поширення
Поширення: Південна Європа, Західна та Центральна Азія, Північна Африка.
В Україні вид росте серед чагарників, під парканами — у західних лісових та лісостепових р-нах; у Криму, рідко